# Samuel Mariano
Samuel Mariano (São José da Coroa Grande, 13 de setembro de 1984) é um pastor, cantor e compositor brasileiro de música cristã contemporânea,  é casado com Isabela Mariano. Está na lista das 10 lideranças cristãs mais influentes do Instagram.

## Biografia e carreira
Nascido na cidade de São José da Coroa Grande (PE), criado no Engenho Carassú, casou em Barreiros e morou em Maragogi, Samuel Mariano foi criado na Assembleia de Deus, já que seu pai era presbítero. Desde criança cantava na igreja e participava da limpeza. Casou-se com Isabela em 14 de janeiro de 2004 com quem tem dois filhos.
Paralelo a sua carreira de cantor, Mariano é diretor fundador do Projeto Quero Almas, que atua no desenvolvimento de ações sociais em diversos estados do Nordeste, além de proprietário da gravadora Samusic Produções.
Sua ascensão ao grande público começou em 2015 com o álbum "Depois do Culto".
Durante a Copa do Mundo de 2018, o jogador Neymar começou a postar a música "Deus Escrevendo", música que no YouTube conta com mais de 30 milhões de visualizações.
Em dezembro de 2019, o cantor assumiu presidência pastoral da AD Brás Paraíba em João Pessoa, porém após polêmicas com seu nome, transferiu a presidência para a esposa.

## Controvérsias

### Suposto envio de nudes
De acordo com publicações que se espalharam nas redes sociais no início de 2018, uma mulher identificada como pregadora da região de Brasília teria supostamente recebido as fotos do cantor e vazado na internet. Samuel Mariano na época contratou o perito Ricardo Caires para analisar as imagens, onde alegou que se tratavam de montagens. Samuel diz que após esse ocorrido, planejou suicídio com seu carro embaixo de um caminhão, plano impedido pelo bispo Samuel Ferreira em ligação por telefone no momento exato. A perícia técnica foi oficialmente apresentada com laudo e vídeo, sendo considerada prova forte de que as fotos não eram verdadeiras. Além disso, Samuel registrou boletim de ocorrência e seu advogado levou o caso às autoridades eclesiásticas para responsabilização dos envolvidos. As alegações de inocência, com laudo pericial e medidas oficiais em curso, já foram confirmadas publicamente em 2018.

### "Não Tenho Cilindro"
Durante a escassez de cilindros de oxigênio nos hospitais de Manaus no começo de 2021, em um vídeo viralizado Samuel diz que “não tem cilindros de oxigênio”. Entretanto, como justificativa, o cantor informa que o trecho foi retirado do contexto. De maneira proposital, a divulgação considerou apenas uma frase solta. Além disso, conforme Samuel afirma, assim como no dia dessa manifestação viralizada, ele continua sem ter cilindros. A ideia que queria passar com a informação era sobre o fato de não ter, não saber fabricar ou como adquirir. Afirma que participou de campanhas de apoio à cidade de Manaus. Entre elas, fez parte de uma vaquinha online, além de fazer uma doação individual.

### Aglomeração
Em maio de 2021, durante a pandemia do Covid-19, a igreja pastoreada por Mariano em João Pessoa, estaria realizando culto com aglomeração e sem distanciamento

### Suposto envolvimento com diaconisa
Em julho de 2021, surgiram acusações de que Samuel Mariano teria trocado conversas e até realizado chamadas íntimas com uma diaconisa casada, esposa de um diácono da AD Brás em João Pessoa. O caso ganhou grande repercussão, levando Mariano a renunciar à presidência da igreja.  Em resposta, ele publicou um vídeo de cerca de 30 minutos acompanhado de sua esposa e equipe jurídica, afirmando que as acusações constituíam uma “armação” e calúnia. Segundo Mariano, ele entregou seu celular à polícia e disse-se disposto a colaborar com as investigações. 
No vídeo, Mariano também leu trechos do depoimento prestado pela diaconisa à polícia, nos quais ela nega qualquer encontro íntimo, afirmando “Nunca saí com o pastor nem para motel, nem a sós” e que o relacionamento ocorreu "de forma respeitosa e eclesiástica", e que não foram apresentados vídeos, fotos ou áudios como prova.  Ele afirmou ainda que, apesar de existir material não oficial (prints, áudios, vídeos), este não foi formalmente entregue à delegacia. Também relatou que uma auditoria interna não identificou irregularidades financeiras. Até o momento, não há confirmação pública de apresentação de provas formais ou de abertura de inquérito com conclusões definitivas.

### Arrombamento
A informação foi divulgada pelo jornalista Emerson Machado pelas redes sociais. Segundo o profissional, os líderes da AD Brás arrombaram e tomaram posse do tempo de forma ilegal. De acordo com Machado, eles entraram com uma ação na justiça para tomar o templo do Pastor Ednaldo, que lidera a igreja há mais de 27 anos. Samuel Mariano, Samuel Ferreira e Dimas teriam usado de má fé, inclusive perguntado ao pastor Ednaldo se ele teria R$ 1 milhão para gastar com advogados e juízes, a fim de ficar com o templo. Os pastores ganharam a causa “sem explicação e sem base jurídica”. Como resultado, arrombaram a igreja. O caso aconteceu na tarde da sexta-feira, 24 de setembro de 2021, no período da tarde, e contou com a presença de viaturas da Polícia Militar e oficiais de justiça.

## Discografia

### Álbuns de estúdio
- 2000: Quando Deus Quer
- 2003: Dependente de Deus
- 2008: Na Casa do Rei
- 2010: É Mistério
- 2012: Adorarei
- 2015: Depois do Culto

### Álbuns ao vivo
- 2015: Adorarei
- 2017: Antes, Durante e Depois do Culto
- 2020: Com os Pés no Chão e a Cabeça no Céu (Ao Vivo)

### EPs
- 2019: Quem É Você Nessa História?

### Singles
- 2021: Assim Diz o Senhor
- 2019: Respira
- 2018: Fica em Paz (Ao Vivo)
- 2018: Deus Escrevendo

## Prêmios
- Foi indicado a Cantor do Ano no Troféu Gerando Salvação na edição de 2020.[21] Em junho de 2021, recebeu o título de cidadão paraibano, assinado pelo governador do estado João Azevedo.[22]